# Zgodovina merjenja
V razvoju človeštva imajo merjenje in meritve zelo pomembno vlogo. Že preprosta ljudstva so potrebovala osnovne meritve pri mnogih opravilih: gradnja bivališč, ustrezne oblike in velikosti, oblikovanju oblačil in menjalnem trgovanju s hrano in naravnimi materiali. Enote merjenja so bile tako med zgodnejše izumljenimi orodji človeštva in dolžina ena prvih merjenih količin. Pri določanju enot jim je služila kar kakšna razdalja v naravi (korak, stopalo, laket, prst, ...). 
Stara kultura Majev je za štetje časa uporabljala človeško telo. Maji so razdelili dan na 20 ur, vsaka ura je bila razdeljena na 72 minut in minuta na 72 sekund. Rezultat te razdelitve je bil ta, da je najmanjša enota časa približno ustrezala utripu človeškega srca.
Vsako pleme in pozneje vsaka naselbina je morala imeti enote, s katerimi so merili blago, ki so si ga izmenjavali. To pa za trgovanje ni bilo ugodno, saj se za enoten sistem merjenja niso mogli dogovoriti. Veliki vladarji so v svojih imperijih skušali  poenotiti to veliko različnost merskih enot, toda niti Juliju Cezarju (1. stoletje pr. n. št.), ki je uspel preurediti koledar, niti kasneje Karlu Velikemu (742 - 814 ) to ni uspelo. 
Z razmahom obrti in trgovine pa je bila potreba po enotnih merah vedno večja. Težave so reševali tako, da je – po navadi kralj – določil obvezno enoto in tako vsaj za večje področje rešil zadrego. Angleški kralj Henrik I. (1068–1135) je za merjenje dolžine uvedel jard (0,944 m), ki ga je določil kot razdaljo od nosu do vrha prstov svoje iztegnjene levice. Colo ali palec (inčo) pa je določil kralj Edvard II. (1284–1372) tako, da je v vrsto postavil tri ječmenova zrna iz sredine klasa.

## Najzgodnejši poznani sistemi
Prvi poenoteni poznani sistemi uteži in mer so bili, kot je znano, ustvarjeni nekje med četrtim in tretjim tisočletjem pred našim štetjem. Iznajdeni so bili pri antičnih ljudstvih starega Egipta, Mezopotamije in v dolini reke Ind. Prav tako so verjetno bili uporabljani pri civilizaciji Elam na področju današnjega Irana. Enega najosupljivejših antičnih sistemov je verjetno razvila civilizacija v dolini Inda cca. 2600 let pred našim štetjem. Ljudstvo iz te civilizacije je doseglo osupljivo točnost v merjenju dolžin, mase in časa. Njihove meritve so bile izredno natančne. To potrjuje najdba merilne skale vrezane v slonovo kost pri izkopavanjih antičnega mesta Lothal. Razdelek je bil velik približno 1,704mm in je najmanjši odkrit razdelek merjenja iz bronaste dobe. Uporabljali so decimalni sistem. Harappski inženirji so uporabili decimalno delitev merjenja pri vseh praktičnih uporabah, vključno z merjenjem mase z njihovimi heksaedričnimi utežmi. Merjenje mase je temeljilo na delitvi skale na 0,05, 0,1, 0,2, 0,5, 1, 2, 5, 10, 20, 50, 100, 200 in 500, enot. Enota je tehtala približno 28 gramov, podobno kot Angleška unča ali Rimska unča. 
Drugi sistemi so bili osnovani na uporabi delov človeškega telesa in pojavov iz naravnega okolja kot merilnih instrumentov. Zgodnji zapisi Babilona, Zgodovine Egipta in Biblije kažejo da je bila dolžina prvotno merjena s podlahtjo, dlanjo ali prsom in da je bil čas merjen z obdobji nebesnih teles, sonca in lune. Če je bilo potrebno primerjati velikost glinenih ali kovinskih posod, ali na primer čutar, so jih napolnili z rastlinskimi semeni in jih nato šteli, ter tako izmerili volumen. Ko so izumili tehtanje, so semena in kamenje služila kot etaloni. Na primer karat, ki se še uporablja kot enota za dragulje, je bil izveden na osnovi rožičevega semena.

## Sodobno poznavanje
Naše sedanje znanje o prvih tehtanjih in merjenjih se nanaša na veliko virov. Arheologi so odkrili in restavrirali, verjetno nekaj najzgodnejših etalonov, ki se sedaj nahajajo po muzejih. Primerjava oblike najdenih predmetov z zapisi piscev iz tistih časov, predstavlja dodaten vir informacij. Zanimiv primer tega je primerjava dimenzij grškega Partenona z opisom Plutarha, na osnovi česar je bila dobljena izjemno natančna velikost Atiškega stopala. V nekaterih primerih pa imamo samo bolj ali manj verjetne teorije, ki se delno opirajo na najdena dejstva. 
Po temeljitih študijah dejstev in vseh razpoložljivih virov, smo prišli do odkritij o izvoru in razvoju merskih enot. Ugotovljeno je, da so se postopno bolj ali manj spreminjale s časom, zaradi različnih vplivov. Enote so bile na osnovi dejstev uvrščene v različne merske sisteme: babilonski sistem, egipčanski sistem, phileterianski sistem iz ptolomejske dobe, grški olimpijski sistem, rimski sistem, in britanski sistem.

## Zgodovina enot

### Enota dolžine
Egipčanski Vatel, dolžinske mere iz doline Inda omenjene zgoraj in Mezopotamski Vatel uporabljan v tretjem tisočletju pred našim štetjem so bile najzgodnejše poznane dolžinske enote uporabljane pri antičnih ljudstvih. V uporabi je bilo še več različnih Vatlov različnih velikosti. Splošno uporabljan vatel je bil dolžine roke od komolca do blazinice srednjega prsta. Razdeljen je bil na pedenj - dolžina dlani (polovica vatla), dlan - širina dlani (šestina vatla) in prst - širina prsta (štiriindvajsetina vatla). Kraljevski ali sveti vatel je bil 7 dlani ali 28 prstov dolg se je uporabljal v gradbeništvu, izdelavi spomenikov in zemljemerstvu. Palec, stopalo in jard, ki so bili po nekaterih razlagah s kompliciranimi preračuni pridobljeni iz vatla, po drugih pa da so enostaven količnik vatla, še niso povsem natančno razumljeni. V vsakem primeru je potrjeno, da so Grki in Rimljani podedovali stopalo od Egipčanov. Rimsko stopalo (~296 mm) je bilo razdeljeno v obe meri, 12 palcev (~24.7 mm) in 16 prstov (~18.5 mm). Rimljani so uvedli tudi enoto mille passus (1000 korakov) ali dvojnih stopinj. Korak je bil enak petim Rimskim stopalom (~1480 mm). Rimska milja je tako imela 5000 stopal ali (~1480 m). Pozneje je angleška kraljica Elizabeta I. Angleška (vladala je od 1558 do 1603) s statutom spremenila miljo na 5280 stopal (~1609 m) ali 8 furlongov. Furlong je bil dolg 40 rodov (~201 m), ki je imel cca. 5,03m in je bil razdeljen na 5,5 jardov.
Uvedba jarda (0,9144 m) kot enote se je pojavila kasneje, njen izvor pa ni povsem znan. Nekateri zagovarjajo teorijo, da je jard dva vatla, medtem ko menijo drugi da je izšel iz volumskih mer. Ne glede na izvor pa je jasno, da se je na začetku jard delil po binarni metodi v 1/2, 1/4, 1/8 in 1/16, ki so se imenovale polovični jard, pedenj, prst in noht. So se pa v tistih časih uporabljali številni med sabo nekoliko različni jardi. Zato je zanimiva, iz Anglije izvirajoča standardizacija jarda, v času kralja Henryja I. (vladal od 1100–1135), ki se je nanašala na život osebe ali razdaljo od konice nosa do konca palca.

### Tipografske enote
Pika, kot enota merjenja v tiskarstvu je določena v sodobnem času. Izvira pa od Pierre Simon Fourniera iz leta 1737. Bila je spreminjana in razvijana od bratov Didot, Francoisa Ambroisea in Pierra Francoisa v letu 1755. V Združenih državah so jo prvič uporabili v Chicagu leta 1878. Uporabil jo je ustanovitelj tiskarne Marder, Luse, and Company. Od let 1886 je pika natančno določena kot 0,3514598 milimetra ali 1/72,27 inče.
Pica je v vseh sistemih bila velika 12 pik.

### Enote mase
Gran je bila ena prvih enot mase in je ena najmanjših enot v lekarniškem, avoirdupois-kem, towerskem in trojskem sistemu enot mase. Najzgodnejša enota je bilo zrno pšenice ali ječmena in se je uporabljalo za tehtanje dragocenih kovin, kot sta zlato in srebro. Ohranjeni ostanki pričajo, da so bile razvite tudi večje kamnite enote. Kot etaloni so se uporabljali tako pri merjenju mase, kakor tudi za denarno enoto. Funt je bil izveden iz mine, ki so jo uporabljale antične civilizacije. Ta je varirala glede na različno uporabo pri antičnih Grkih in Egipčanih in se je uporabljala kot enota teže in denarja. Na splošno je bila 100 drahem in 1/60 talenta.  Najmanjša enota je bil šekel in največja talent.  Veličina teh enot se je spreminjala od kraja do kraja. Babilonci in Sumerci so imeli sistem, v katerem je bilo 60 šekelov za mino in 60 min za talent. Rimski talent je vseboval 100 liber (funtov), ki so bile po velikosti manjše kot mine. Trojski funt (~373,2 g), ki se je uporabljal tudi kot denarna enota v Združenih državah in Veliki Britaniji je bil kot rimski razdeljen na 12 unč, s tem, da je bila rimska unča manjša. Karat je enota za merjenje dragih kamnov. Njen izvor je v rožičevem semenu. pozneje je bil standardiziran kot 1/144 unče in nato kot 0,2 grama.
Menjalna trgovina se je spočetka izvajala kosovno ali volumsko. S pričetkom tehtanja pa so se razvile enote mase osnovane na določeni prostornini žita ali vode. Na primer talent je bil v nekaterih krajih približno enak masi prostorninskega stopala vode. Je to bilo to naključje ali zavestna odločitev? Različno razsežne enote pa so imele enaka imena, kar je še danes navzoče v nekaterih suhih in tekočih merah i očitno izvira iz menjalne trgovine različnih dobrin. Veliki avoirdupoiški funt za menjavo blaga je bil verjetno osnovan na prostornini vode, ki ima večjo gostot koz zrnje. Na primer egiptovski hon je bil prostorska mera približno enajst odstotkov večja kot kubična dlan in je odgovarjal eni mini vode. Bil je skoraj povsem identičen obstoječemu pitu v Združenih državah Amerike (~473 mL).
Stone (utežna mera (14 funtov, 6,35 kg) - Imperialni sistem tež in mer), četrtina, stot in tona so bile večje enote mase uporabljane v Veliki Britaniji. Danes se uporablja samo še stone za merjenje telesne mase. Današnji stone ima 14 funtov (~6.35 kg), izgleda pa, da je v preteklosti ta enota imela 16 funtov (~7.25 kg). Ostale enote so bile mnogokratniki 2, 8 in  160 od enote stone, ali 28, 112 in 2240 enote funt (~12.7 kg, 50.8 kg, 1016 kg).  Sto je bil približno enak dvema talentoma. Tona (2240 funtov se je imenovala »dolga tona«. »Kratka tona« je bila enaka 2000 funtom (~907 kg). Današnja tona (t) je enaka 1000 kg.

### Enote časa in kota
Zasledimo razdelbo kota v 360 stopinj in dneva v ure, minute, in sekunde že pri Babiloncih, ki so imeli šestdesetiški sistem števil (osnova šestdeset). Možno je tudi, da se je 360 stopinj nanašalo na 360 dni v letu.